# Haute Route
Haute Route é um dos trilhos de Grande Rota, mais precisamente o itinerário de alta montanha entre Chamonix-Monte-Branco na França e Zermatt na Suíça e que se pode fazer no sentido E-O E-O  ou em sentido contrário sentido O-E